# Petrus van Rhijn
Petrus van Rhijn (Wassenaar, 3 maggio 1931 – Wassenaar, 3 maggio 1999) è stato un calciatore olandese, di ruolo attaccante.

## Carriera
Di ruolo ala sinistra, van Rhijn iniziò la carriera in patria in forza RKSV Blauw Zwart per poi trasferirsi in Francia nel 1954 in forza ai cadetti del Valenciennes. Si impone immediatamente come cannoniere, vincendo la classifica marcatori nelle stagioni 1954-1955 e 1955-1956., ottenendo nella seconda stagione anche la promozione in massima serie con i Cigni.
Con la squadra di Valenciennes giocò due stagioni nella massima serie transalpina, ottenendo due salvezze.
Nella stagione 1958-1959 passa ai cadetti dello Stade Français, con cui ottiene la promozione in massima serie grazie al secondo posto ottenuto e vince per la terza volta la classifica capicannonieri. Resta in forza ai rossoblu per altre due stagioni in Division 1.
Nel 1961 scende di categoria con il Grenoble. Il ritorno in massima serie è però immediato, grazie al primo posto nella Division 2 1961-1962. In quel campionato è tra i protagonisti, con una rete segnata, della prima affermazione del Grenoble in trasferta con 4 reti in D2, nella vittoria per 4-1 del 27 agosto 1961 in casa del Béziers.
Con il Grenoble raggiunse nell'estate seguente la finale della Coppa delle Alpi 1962, persa contro gli italiani del Genoa che si imposero per 1-0.
Nel corso della Division 1 1962-1963 passa al Nîmes, chiudendo il torneo al sesto posto. Con i Coccodrilli disputa la Coppa Piano Karl Rappan 1963-1964, giocando sei incontri e segnando due reti, chiudendo al secondo posto del Girone A2 alle spalle degli italiani della Sampdoria solo per la differenza reti.
Terminata l'esperienza al Grenoble torna in patria in forza al Fortuna '54, con cui vince la KNVB beker 1963-1964 ed ottiene il settimo posto nell'Eredivisie 1963-1964. La stagione seguente viene eliminato con i suoi al primo turno della Coppa delle Coppe 1964-1965 dagli italiani del Torino, giocando due incontri e segnando una rete. In campionato ottenne il sesto posto finale mentre nella Coppa Piano Karl Rappan 1965-1966 gioca nei quarti di finale, persi contro gli svizzeri del Lugano.

## Palmarès

### Competizioni nazionali
- Division 2: 1

Grenoble: 1961-1962
- Coppa dei Paesi Bassi: 1

Fortuna '54: 1963-1964

### Individuale
- Capocannoniere della Division 2: 3

1954-1955 (40 reti), 1955-1956 (32 reti), 1958-1959 (31 reti)